# فرودگاه بین‌المللی گیمپو
فرودگاه بین‌المللی گیمپو (به انگلیسی: Gimpo International Airport) یک فرودگاه همگانی باربری با کد یاتا GMP است که یک باند فرود آسفالت دارد و طول باند آن ۳۲۰۰ متر است. این فرودگاه در شهر سئول کشور کره جنوبی قرار دارد و در ارتفاع ۱۸ متری از سطح دریا واقع شده‌است.

## شرکت‌های هواپیمایی و مقصدهای پروازی

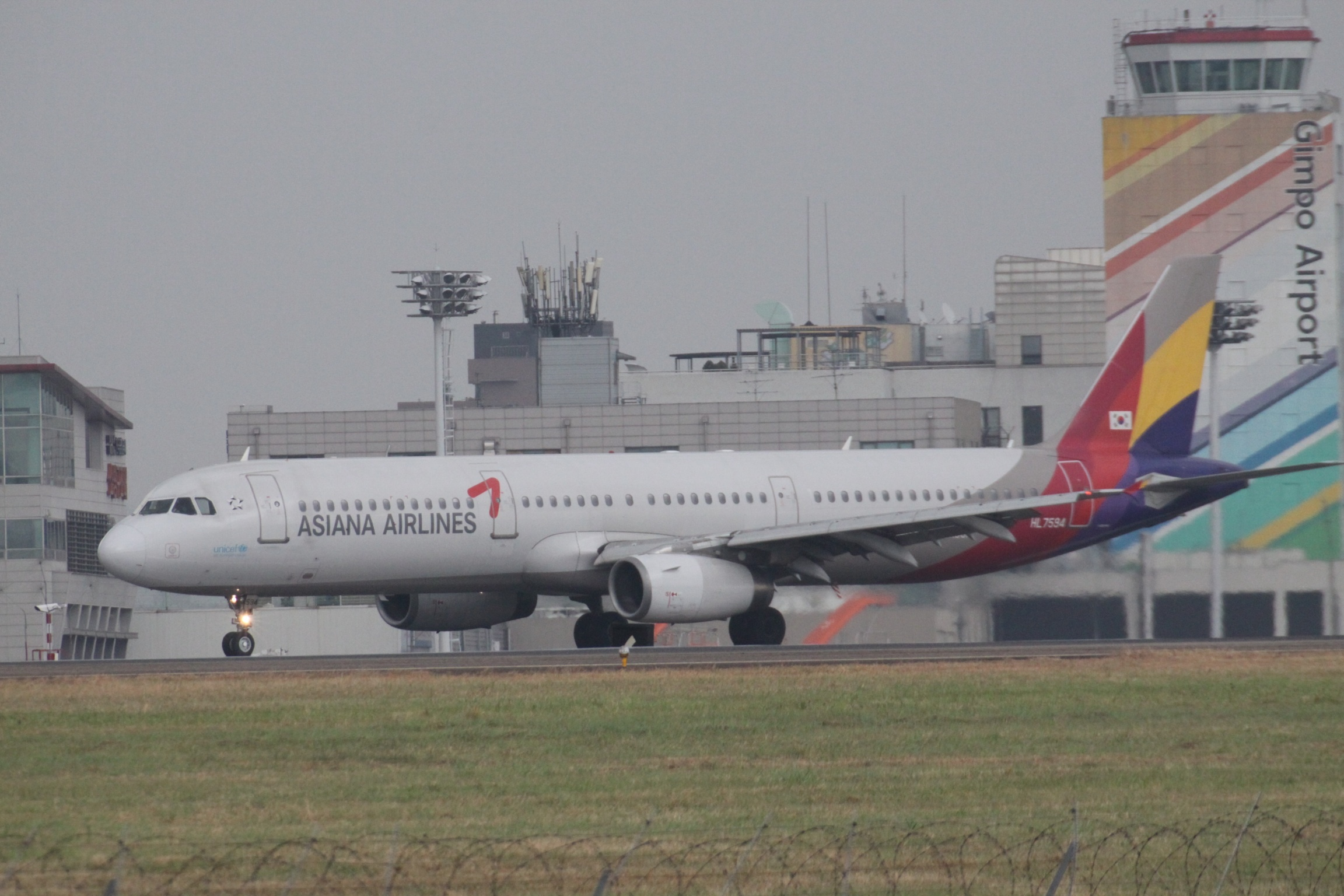
آسیانا ایرلاینز Airbus A321-200 at Gimpo International Airport

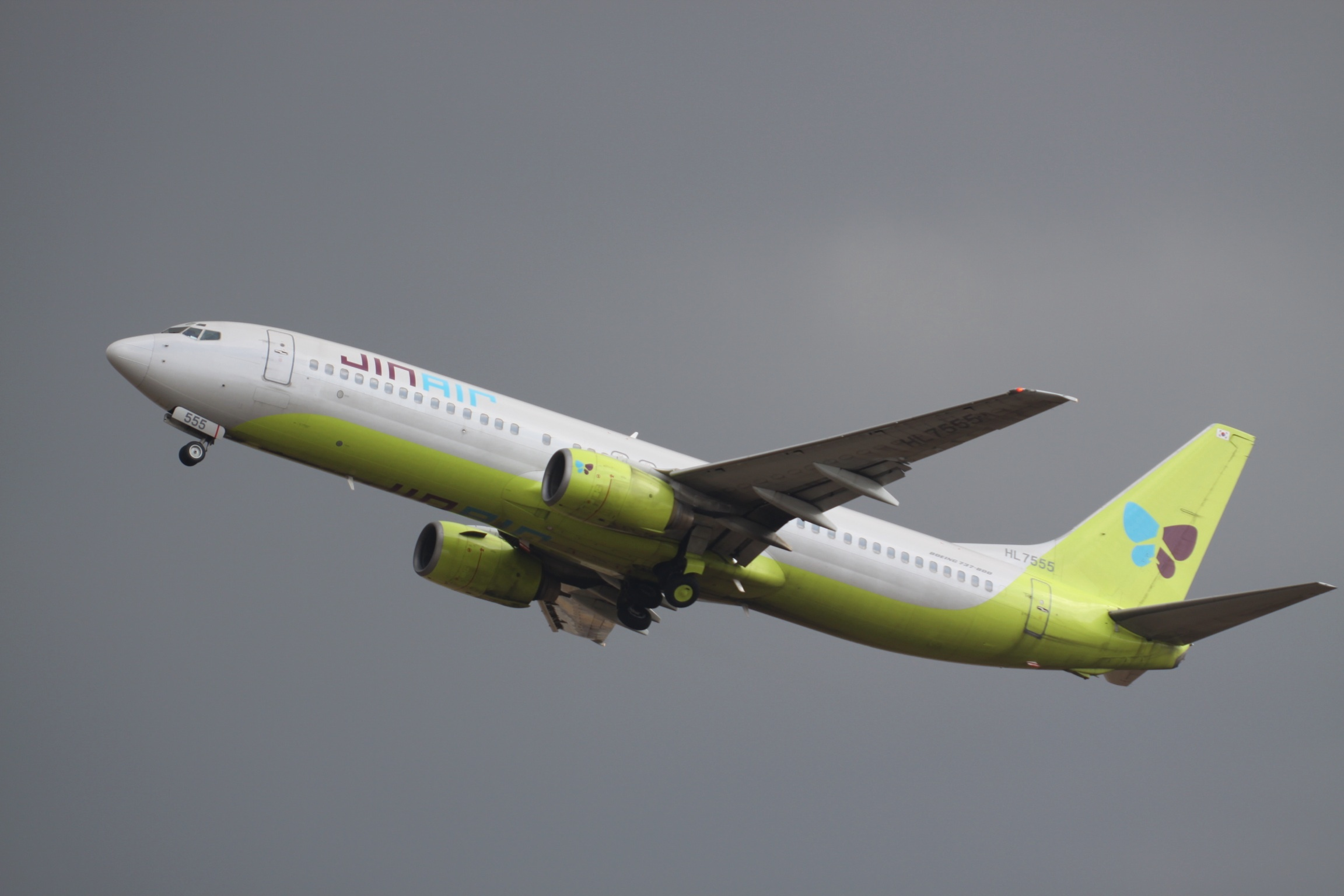
Jin Air بوئینگ ۷۳۷ نسل بعدی take off at Gimpo International Airport

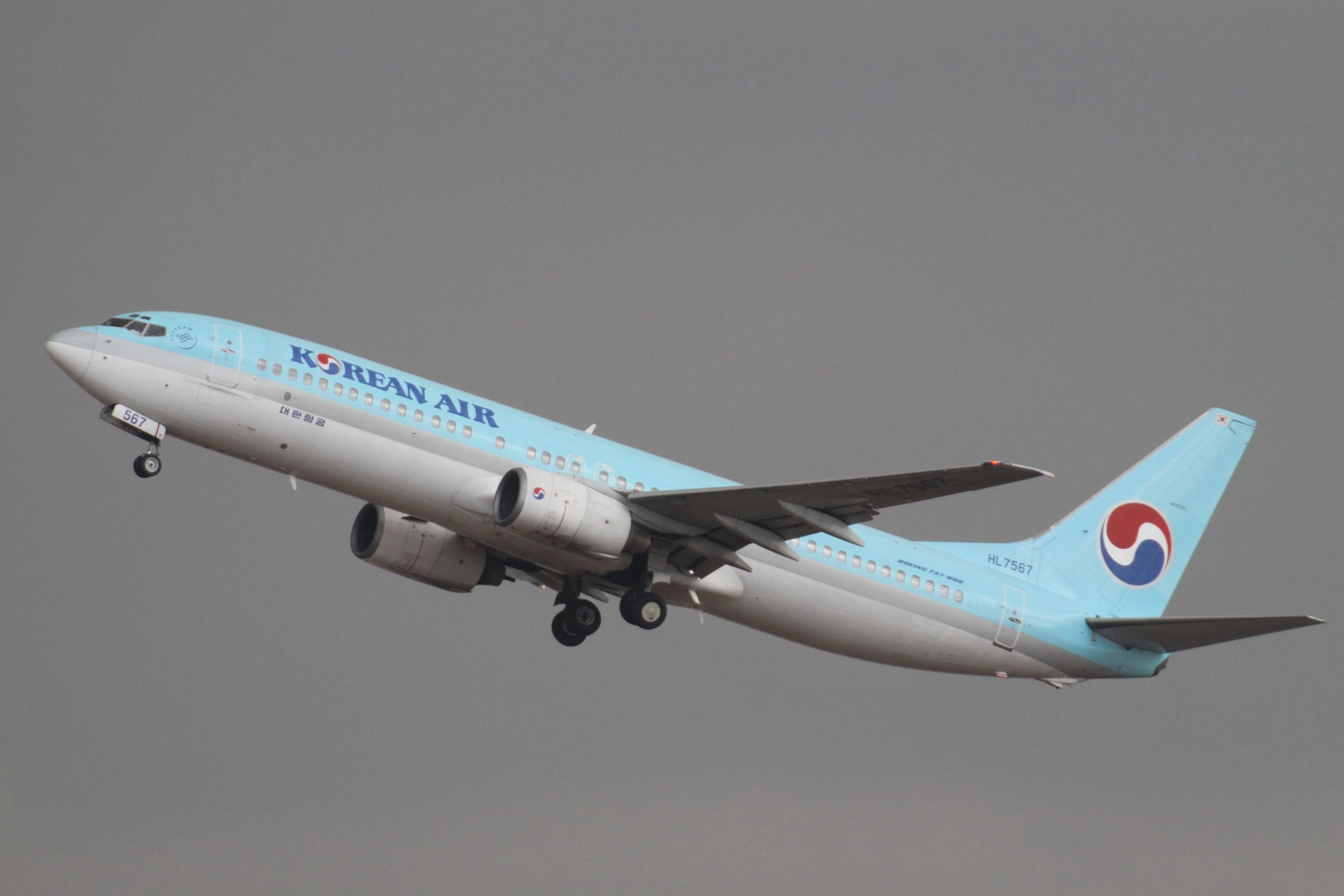
کورین ایر بوئینگ ۷۳۷ نسل بعدی at Gimpo International Airport

### Domestic Terminal
| شرکت‌های هواپیمایی | مقصدهای پروازی                            |
| ----------------- | ----------------------------------------- |
| Air Busan         | گیمهی، ججو                                |
| آسیانا ایرلاینز   | گوانگجو، ججو، اولسان، یئوسو               |
| ایستار جت         | گیمهی، ججو                                |
| Jin Air           | ججو                                       |
| کورین ایر         | گیمهی، ججو، پوهانگ، ساچئون، اولسان، یئوسو |
| تی وی ایرلاینز    | ججو                                       |

### International Terminal
| شرکت‌های هواپیمایی                             | مقصدهای پروازی                         |
| --------------------------------------------- | -------------------------------------- |
| ایر چاینا                                     | پکن                                    |
| آل نیپون ایرویز                               | هانه‌دا                                 |
| آسیانا ایرلاینز                               | پکن، کانزای، شانگهای هونگچیائو، هانه‌دا |
| چاینا ایرلاینز                                | سونگشان تایپه                          |
| هواپیمایی شرقی چین                            | شانگهای هونگچیائو                      |
| هواپیمایی شرقی چین اجرا توسط شانگهای ایرلاینز | شانگهای هونگچیائو                      |
| هواپیمایی جنوبی چین                           | پکن                                    |
| ایستار جت                                     | سونگشان تایپه                          |
| اوا ایر                                       | سونگشان تایپه                          |
| خطوط هوایی ژاپن                               | هانه‌دا                                 |
| ججو ایر                                       | چوبو سنترایر، کانزای، هانه‌دا           |
| جونیائو ایرلاینز                              | شانگهای هونگچیائو                      |
| کورین ایر                                     | پکن، کانزای، شانگهای هونگچیائو، هانه‌دا |
| تی وی ایرلاینز                                | سونگشان تایپه                          |

### باری
| شرکت‌های هواپیمایی    | مقصدهای پروازی                                              |
| -------------------- | ----------------------------------------------------------- |
| Air China Cargo      | پکن                                                         |
| آل نیپون ایرویز      | هانه‌دا                                                      |
| آسیانا ایرلاینز      | گیمهی، ججو، هانه‌دا، کانزای، پکن، شانگهای هونگچیائو          |
| چاینا ایرلاینز       | سونگشان تایپه                                               |
| چاینا کارگو ایرلاینز | شانگهای هونگچیائو                                           |
| هواپیمایی جنوبی چین  | پکن                                                         |
| اوا ایر              | سونگشان تایپه                                               |
| کورین ایر            | گیمهی، ججو، چئونگ‌جو، هانه‌دا، کانزای، پکن، شانگهای هونگچیائو |